# Mike Bauer (cestista)
Michael Adam Bauer, detto Mike (Hastings, 14 agosto 1980), è un ex cestista statunitense, professionista in Nuova Zelanda e in Europa.

## Palmarès
- Campionato francese: 1

Nancy: 2007-08